# NGC 4902
NGC 4902 (również PGC 44847) – galaktyka spiralna z poprzeczką (SBb), znajdująca się w gwiazdozbiorze Panny. Została odkryta 8 lutego 1785 roku przez Williama Herschela.
Do tej pory w galaktyce zaobserwowano 3 supernowe: SN 1979E, SN 1991X, SN 2011A.